# Launiupoko
Launiupoko est une communauté non incorporée et une census-designated place (CDP) située dans le comté de Maui, dans l'État d'Hawaï, aux États-Unis. Elle compte 588 habitants en 2010.

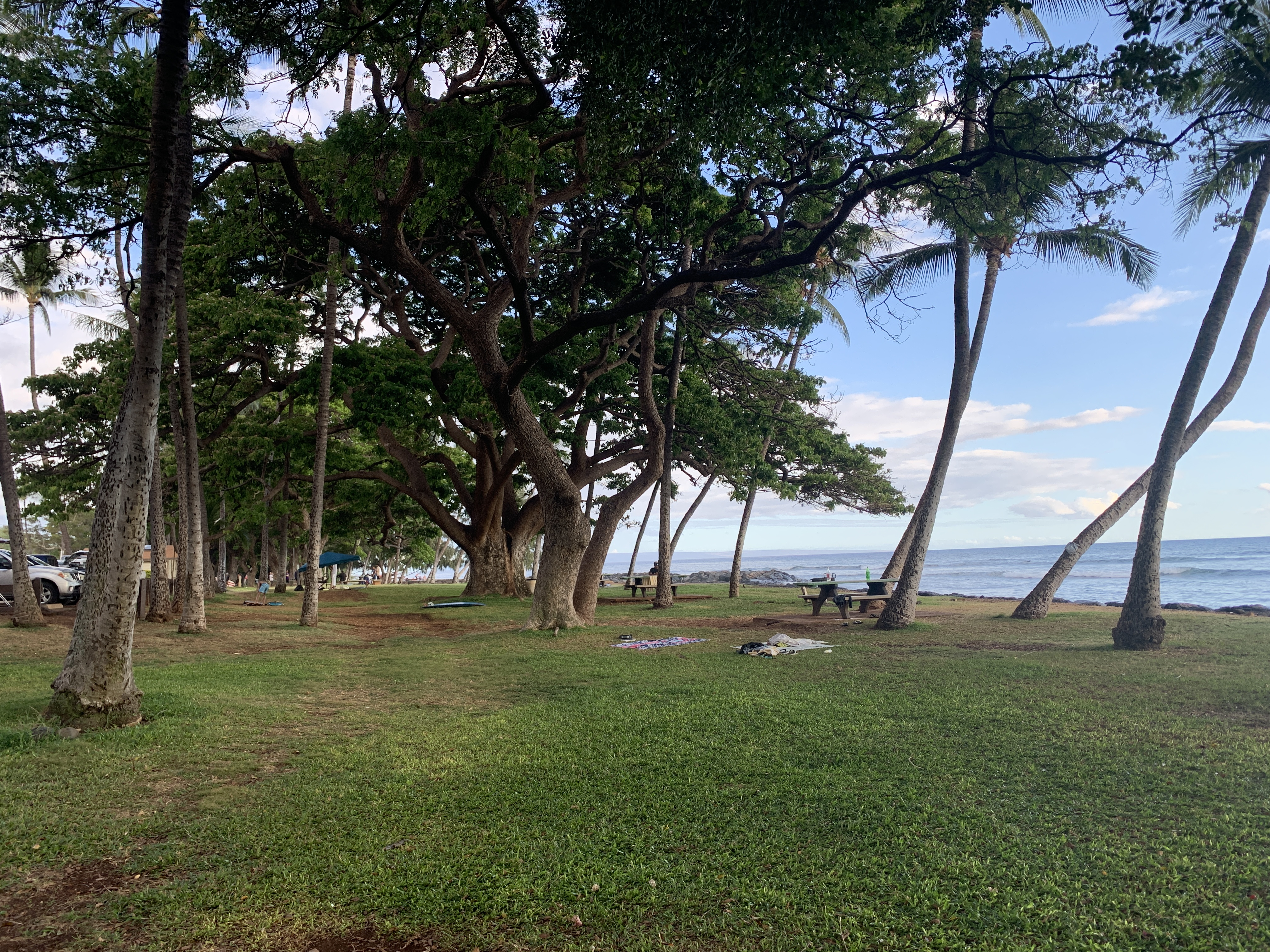
Launiupoko

## Géographie
| Lahaina |            |         |
|         | Launiupoko |         |
|         |            | Olowalu |

Launiupoko est située sur la côte ouest de l'île de Maui, à une altitude d'environ 159 mètres. D'après le Bureau du recensement des États-Unis, la communauté s'étend sur 13,81 km2, dont 13,80 km2 de terre ferme et 0,016 km2 d'eau.

## Politique et administration
Launiupoko est rattachée au district de Lahaina.

## Démographie
| Groupe            | Launiupoko | Hawaï | États-Unis |
| ----------------- | ---------- | ----- | ---------- |
| Asiatiques        | 7,8        | 38,6  | 4,8        |
| Blancs            | 72,6       | 24,7  | 72,4       |
| Métis             | 12,2       | 23,6  | 2,9        |
| Océaniens         | 3,9        | 10,0  | 0,2        |
| Autres            | 2,2        | 1,3   | 6,2        |
| Afro-Américains   | 0,9        | 1,6   | 12,6       |
| Amérindiens       | 0,3        | 0,3   | 0,9        |
| Total             | 100        | 100   | 100        |
|                   |            |       |            |
| Latino-Américains | 10,4       | 8,9   | 16,7       |

Selon l'American Community Survey, pour la période 2011-2015, 91,26 % de la population âgée de plus de 5 ans déclare parler l'anglais à la maison, 2,03 % déclare parler le français, 1,63 % l'allemand, 1,42 % l'espagnol, 1,02 % le coréen, 0,81 % le vietnamien, 0,61 % une langue polynésienne et 1,22 % une autre langue.